# I Am One
«I Am One» (yo soy uno en inglés) es el primer sencillo de la banda estadounidense The Smashing Pumpkins (conocidos en aquel tiempo como "Smashing Pumpkins") Fue el primer lanzamiento de la banda y fue escrita por Billy Corgan y James Iha.
Dos grabaciones de la canción fueron lanzadas. Una fue grabada en 1990 y fue el primer lanzamiento oficial de Smashing Pumpkins y el primero en la discográfica Limited Potential. Cuando Gish fue grabado, "I Am One" fue regrabada y lanzada como nuevo sencillo bajo los sellos de Caroline Records y Hut Recordings. Corgan luego declaró su arrepentimiento sobre no mejorar la canción para Gish, ya que ambas versiones son casi idénticas. Un video musical fue filmado para la canción, pero nunca lanzado (hasta 2001, que apareció en el DVD Greatest Hits Video Collection 1991-2000) dado que la banda no se sentía a gusto con el resultado. Escenas de este video fueron usadas en Vieuphoria.
Dado que el sencillo original es el primer lanzamiento de la banda, su valor es extremadamente alto, y es muy difícil de encontrar, ya que sólo se imprimieron 1500 copias. Aparentemente, también hay tres copias de prueba, dos pertenecen a Billy Corgan y una al dueño de Limited Potential, Mike Potential.
Cuando era tocada en vivo, durante el lanzamiento de Siamese Dream aproximadamente, Corgan improvisaba un discurso mientras sonaba la sección de sólo bajo, lo que hacía que la canción se extienda casi como 10 minutos, o más. En la versión en vivo en Barcelona 1994 que aparece en Earphoria y Vieuphoria, aparece uno de estos discursos.

## Lista de canciones

### Versión original
1. I Am One
2. Not Worth Asking

### Versión de Gish
1. I Am One
2. Plume
3. Starla

### I Am One 10"
1. I Am One
2. Terrapin
3. Bullet Train to Osaka

- Not Worth Asking fue incluida en la edición limitada y de vinilo de Pisces Iscariot.
- Plume y Starla fueron incluidas más tarde en Pisces Iscariot.

- Datos: Q3297049